# シチュアシオニスト・インターナショナル
シチュアシオニスト・インターナショナル（英: Situationist International; SI, 国際状況主義連盟）とは、前衛芸術家、知識人、政治理論家らによって形成された社会革命的国際組織である。ヨーロッパにおいては1957年の結成から1972年の解散までの活動で知られている。
彼ら状況主義者の知的基盤は主にダダを初めとする20世紀の前衛芸術運動から派生している。したがってその基礎にマルクス主義的な社会変革の思想をもつ。
現在の資本主義はマルクスが見たものとは異なっているとは認めてはいるものの、その生産様式の分析はいまだ有効であるとした。また、疎外理論をはじめとする古典的マルクス主義の概念を拡張して解釈した。これらのマルクス主義理論の拡大解釈の中で、彼らは「社会的疎外」や「商品崇拝」はもはや資本主義の基本を超えて、文化や生活といった日常あらゆる部分に及んでいると主張した。彼らはいわゆる「進歩的」と言われる高度資本主義の成功を「社会の機能不全」、「日常の劣化」を引き起こしたものとして退けた。そして、それと対称的な「状況」をつくりだすことによって、根本的な認識の変革、社会革命を目指した。
結成された当初は、サイコジオグラフィーやユニタリー・アーバニズムといった概念に重点を置いた芸術的側面が支配的であった。それが徐々に、革命的、政治的理論の方向に重点を移していく。そして、ギー・ドゥボール「スペクタクルの社会」、ラウル・ヴァネイジェム「The Revolution of Everyday Life（毎日の革命）」という2つの重要なテキストによって、1967、1968年にかけて過熱してゆくことになる。
さらに、その後のパンクムーブメントにも大きな影響を与えることとなった。

## 五月革命
上記の二つの著作と政治理論のテキストは、他のシチュアシオニストの出版物とともに、フランス1968年五月革命において、その影響力を証明した。彼らのテキストや出版物からの引用、フレーズ、およびスローガンは蜂起の際にフランス全体のポスターや落書きに多く見られた。すなわち、5月革命は「状況主義者」が思想的に先導することとなり、彼らの「主張」を色鮮やかなポスターに印刷して、アジテーションを行ったのである。

## スペクタクルの社会
スペクタクルはギー・ドゥボールによって、著作「スペクタクルの社会」の中で用いられた用語で、シチュアシオニスト理論の中心概念である。狭義では「その最も明白で表在する兆候」であるマスメディアを指す。 ドゥボールによれば1920年代後半がスペクタクルの到来とされる。
スペクタクルの批判は有用商品へのフェティシズム、具象化、疎外、といったマルクスの概念、またルカーチ・ジェルジによって1923年に再演された方法の適用と発展である。スペクタクルの社会においては、商品は労働者や消費者に支配されるのではなく、逆に彼等を支配してしまう。そこで消費者は具体化されたスペクタクルを凝視する受動的な主体となる。
1958年ごろから、ドゥボールはシチュアシオニストのマニフェストにおいて、パブリックな公的文化を”いかさま”であるとした。一見自由を装いながら、その内部では社会革命的な思想が公文化の文脈に流入することは、注意深く退けられている。そうした思想はまず瑣末化、滅菌され、社会の主流に安全な形で取りこまれる。そして支配的な思想に若干の彩りを与える程度まで矮小化されてしまう。公的文化のこのやり方を「Recuperation（治療）」、それに対する対抗手法を「Détournement（剽窃）」とした。

### Détournement（剽窃）
Détournementは1950年代にアンテルナシオナル・レトリストによって開発された手法で、資本主義システムが発するメッセージやイメージをそれ自体に投げ返すものである。例えば広告主に対して、彼らの使うロゴと同じロゴを「剽窃」し、新たな解釈と文脈に置き直すことによって、パロディとしてシステムに反撃する。この手法は後のパンク・ムーブメントやカルチャー・ジャミングでも使われている。
現在でもTシャツなどのプリントデザインに多く見られる。

## パンクへの影響
70年代中盤に登場したパンクムーブメントはロンドンに飛び火し、セックス・ピストルズのプロデューサー「マルコム・マクラーレン」とグラフィックデザイナーの「ジェイミー・リード」が、大胆に状況主義をアレンジ、Détournemen（剽窃）したスタイルによって、社会的なムーブメントを起こした。1968年にパリにおきた退屈と抑圧、性的欲求不満に端を発した状況主義的学生の運動（五月革命）は、約10年のタイムラグとロックのリフレクションを通じてロンドンへと至ると、よりファッショナブルでポップな文化を生み出す。
皮肉なことに、やがてパンクは多くのファッションデザイナーの称賛を浴びることとなり、その後のファッションデザインに大きな影響を与え、マルクスやドゥボールが批判していた「スペクタクルな商品崇拝」の前衛となってしまう。五月革命同様、現在ではより巨大化した資本主義のなかで、パンクもまた一面においては消費社会に流通し消費される記号となってしまった。